# Бюрео
Бюрео (на шведски: Bureå) е малък град в североизточна Швеция, лен Вестерботен, община Шелефтео. Разположен е на брега на Ботническия залив. Намира се на около 600 km на североизток от централната част на столицата Стокхолм и на около 110 km на североизток от главния град на лена Умео. От общинския център Шелефтео отстои на 18 km на югоизток. Има малко пристанище. Населението на града е 2360 жители според данни от преброяването през 2010 г.